# Blue Tattoo
Blue Tattoo é o terceiro álbum da banda estoniana Vanilla Ninja, lançado pela Bros Records. O álbum foi lançado em março de 2005, tendo 3 singles, "Blue Tattoo", "I Know" e "Cool Vibes".

## Faixas
1. "Blue Tattoo" – 4:07
2. "Cool Vibes" – 3:00
3. "Never Gotta Know" – 3:16
4. "Just Another Day to Live" – 4:40
5. "I Don't Care at All" – 3:56
6. "The Coldest Night" – 3:30
7. "Hellracer" – 3:32
8. "I Know" – 3:17
9. "Corner of My Mind" – 3:18
10. "Undercover Girl" – 3:12
11. "My Puzzle of Dreams" – 2:59
12. "Nero" – 3:30
13. "Just Another Day to Live" (Versão Estendida) – 9:24
14. "Corner of My Mind" (Versão Estendida) – 7:23

### Extras
- Blue Tattoo (Vídeo)
- I Know (Vídeo)

## Desempenho nas paradas musicais
| Paradas musicais        | Melhor Posição |
| ----------------------- | -------------- |
| Austria Singles Top 75  | 7              |
| Germany Singles Top 100 | 4              |
| Swiss Singles Top 100   | 4              |